# باهار تشالار
باهار تشالار (بالتركية: Bahar Çağlar)‏ مواليد 28 سبتمبر 1988 في إزمير، هي لاعبة كرة سلة تركية. بدأت مسيرتها الاحترافية في سنة 2005. تلعب في الدوري التركي لكرة السلة للسيدات. يبلغ طولها 6 قدم 3 بوصة (1.9 م). مثلت منتخب بلادها. شاركت في دورة الألعاب الأولمبية الصيفية سنة 2012.

## الإنجازات
- نادي غلطة سراي لكرة السلة للسيدات
  - كأس رئيس تركيا
    - الفوز: 2007–2008

  - كأس أوروبا لكرة السلة للسيدات
    - الفوز: 2008–2009

  - الدوري الأوروبي لكرة السلة للسيدات
    - الفوز:2013-2014

## سجل المنافسة
شاركت في المنافسات التالية:
- الألعاب الأولمبية الصيفية 2012
- الألعاب الأولمبية الصيفية 2016
- كأس العالم لكرة السلة للسيدات 2014

## روابط خارجية
- باهار تشالار على موقع الاتحاد الدولي لكرة السلة (الإنجليزية)
- باهار تشالار على موقع كرة السلة الأوروبية.كوم (الإنجليزية)
- باهار تشالار على موقع بروبوليرز (الإنجليزية)
- باهار تشالار على موقع سبورتس رفرنس (الإنجليزية)
- باهار تشالار على موقع اللجنة الأولمبية الدولية (الإنجليزية)
- باهار تشالار على موقع أوليمبيديا (الإنجليزية)